# Friedrich Reinhold Kreutzwald Múzeum
A Friedrich Reinhold Kreutzwald Múzeum a híres észt író, Friedrich Reinhold Kreutzwald tiszteletére, az író egykori lakóházában berendezett emlékmúzeum Võruban, Võrumaa megyében. Az emlékmúzeum 1941-ben nyitotta meg kapuit a nagyközönség előtt.  Az épület 1793-ban épült és itt élt Kreutzwald 1833 és 1877 között.
A múzeum létrejöttében fontos szerepet játszott a Friedrich Reinhold Kreutzwald Társaság, amely az író számos személyes tárgyát és használati eszközét gyűjtötte össze, amelyet a látogatók a múzeum állandó tárlatán tekinthetnek meg.
A múzeum 2015 óta a Võru Intézet felügyelete alatt áll.

## Fordítás
Ez a szócikk részben vagy egészben  a   Kreutzwaldi Memoriaalmuuseum című észt Wikipédia-szócikk ezen változatának fordításán alapul.  Az eredeti cikk szerkesztőit annak laptörténete sorolja fel. Ez a jelzés csupán a megfogalmazás eredetét és a szerzői jogokat jelzi, nem szolgál a cikkben szereplő információk forrásmegjelöléseként.